# 맥쿼티
맥쿼티(영어: MACQWERTY)는 다국적 스타트업 (어려 나라에 본사와 지점이 위치한 기업) 으로, 인터넷 전문 금융 상품 판매 기업 중 핀테크 서비스 기업 분류된 스타트업이다. 보도 자료에 따르면 대한민국, 베트남, 인도, 태국,키프로스, 싱가포르, 베트남, 인도네시아, 호주, 일본, 아이슬란드, 리히텐슈타인, 노르웨이 등 다국적에 펀드와 ICA 상품 등을 서비스 하고 있다.

## 관련보도
[미국-AP통신 뉴스] MacQwerty Asset Management formed a KRW 1.8 billion fund collective through the global economic downturn
[미국-AP통신 뉴스] Macqwerty is linked with a ‘global parking account’ tailored to the period of rising interest rates
(Macqwerty), '쉽고 편하게' ICA계좌 액티브 ETF·연금 확대
맥쿼티 '내 손안의 디지털 펀드' 어플 서비스 론칭 예정
맥쿼티 자산 투자집합처 1호 혼합 펀드, 증권 시장 불황기에도 순항
맥쿼티 자산운용, 18억 펀드 집합 결성
맥쿼티  금리상승기 맞춤형 '글로벌 파킹통장' 연동
맥쿼티 자산관리 플랫폼, 계약금 789만불 돌파
맥쿼티, ESG 글로벌 대체투자 ETF 포트폴리오 신규 편입...사용자들에게 효율적으로 분배한다
맥쿼티 'ESG 경영 캠페인’ 3호선 대치역에 광고 진행
맥쿼티 국내 고객 위한 감사 인터뷰 영상 공개
맥쿼티, 포모사 대만 주식 포트폴리오 집중 "다양화 지속 전망"